# 7852 Itsukushima
7852 Itsukushima eller 7604 P-L är en asteroid i huvudbältet som upptäcktes den 17 oktober 1960 av den nederländsk-amerikanske astronomen Tom Gehrels och det nederländska astronomparet Ingrid van Houten-Groeneveld och Cornelis Johannes van Houten vid Palomarobservatoriet. Den är uppkallad efter den japanska ön Itsukushima.
Asteroiden har en diameter på ungefär 5 kilometer.